# 1512
1512 (MDXII) a fost un an bisect al calendarului iulian, care a început într-o zi de joi.

## Evenimente
- 23 ianuarie: Pașa de la Nicopole, Mehmed Beg, și boierii Craiovești îl înfrâng pe Vlad al V-lea cel Tânăr la Văcărești; domnul este prins și decapitat.

## Arte, științe, literatură și filozofie
- Pe latura de nord a catedralei din Alba Iulia, a fost construită capela Lazo, cel mai reprezentativ edificiu transilvănean în stilul renascentist.

## Nașteri
- 5 martie: Gerardus Mercator, cartograf, geograf și matematician flamand (d. 1594)

## Decese
- 22 februarie: Amerigo Vespucci, 57 de ani, navigator italian (n. 1454)